# Mariä Geburt (Tschengls)
Die Wallfahrtskirche Mariä Geburt liegt in der Fraktion Tschengls in der Gemeinde Laas im Südtiroler Vinschgau. Sie befindet sich direkt im Ortskern von Tschengls.

## Geschichte
Einstmals war Tschengls eine nicht unbedeutende Pfarre, zu der als Exposituren die Kirchen von Eyrs und Tanas gehörten. An Sonn- und Festtagen sowie zum Vierzigstündigen Gebet und in der Karwoche mussten die dortigen Gläubigen zum Gottesdienst nach Tschengls kommen. Die Geistlichen der beiden Filialkirchen hatten den Pfarrer von Mariä Geburt beim Abhalten der Beichte, bei Predigten und sonstigen kirchlichen Verrichtungen zu unterstützen.
Aus Urkunden im bischöflichen Archiv in Chur ist zu ersehen, dass es bereits in der Zeit vor 1500 hier eine Wallfahrt zur „Gottesmutter in Tschengls“ gegeben hat und aus diesem Grund auch ein Gotteshaus vorhanden gewesen sein muss.
Der heutige Kirchenbau wurde im Jahre 1510 zu „Ehren der ruhmreichsten Jungfrau Maria“ geweiht und „Unsere Liebe Frau in Tschengls“ genannt.

## Bauwerk
Das Gebäude erstreckt sich in Ost-West-Richtung und besitzt im Osten einen abgesetzten eckigen Chor. Dieser hat drei Fenster in unregelmäßigen Abständen (ein Fenster war wegen des Sakristeianbaus nicht möglich, eine Fensteröffnung ist zugemauert). Der spitzhelmige Turm befindet sich an der Nordseite. Er ist mit Kupferplatten gedeckt und hat an der Ostseite eine Turmuhr. Auf der gleichen Seite über dem Schallloch der Glocken ist ein Gemälde der Jungfrau Maria angebracht, darüber die Jahreszahl 1922. Am Turm angelehnt steht ein Anbau. An der Nordseite liegt die Sakristei und gleich daneben eine Kapelle im barocken Stil, die allerdings später entstanden ist. Sie ist mit Fresken bemalt und mit Kartuschen verziert. Auf dem Dach dieser Kapelle sitzt ein steinerner Dachreiter mit verglasten Fenstern. Schräg darunter liegt das Widum.
Das Gewölbe des Langhauses und auch der Chor sind mit Rippenbögen ausgestattet.
Das Portal und die beiden oberen Fenster dieser Seite sind mit Ornamentenmalerei verziert. Über dem Portal befindet sich eine rechteckige Wandnische mit nicht mehr zu erkennender Malerei und einem erhaben gestalteten Kreuz, darüber eine aufgemalte Kartusche mit den Buchstaben RM (Regina Maria). Über dieser Kartusche ist eine kleine Mauerluke, über der sich ein einfaches Wappenschild mit den österreichischen Farben findet.